# Bing & Grøndahl - Flyplatter
Porcelænsvirksomheden Bing & Grøndahl udgave i en perode fra 1976 og frem til og med 1992 en serie af platter med danske fly. Ud over dette blev der udgivet et antal jubilæums-/mindeplatter, som markerer forskellige skelsættende begivenheder indenfor flyvningens historie. 

## Flyplatter
Denne serie, der er kendt som "Flyplatter" fra Bing & Grøndahl, udkom en gang om året.
| Diameter    | 18 cm                                                                  |
| Farve       | Blå med sort stregtegning                                              |
| Platte type | 619                                                                    |
| Andet       | På plattens bagside kunne man læse lidt on det enkelte skibs historie. |

Serien bestod af følgende platter: 
| År   | Platte                                                                             | B&G nr. |
| ---- | ---------------------------------------------------------------------------------- | ------- |
| 1976 | Flyplatte nr. 01 - Skymaster - DC-4 - "Dan Viking" - 1946 - SAS - 1956             | 4895    |
| 1977 | Flyplatte nr. 02 - Catalina - PBY-6A - RDAF - 1947 - 1970                          | 4896    |
| 1978 | Flyplatte nr. 03 - Convair CV-440 Metropolitan - "Egil Viking" - SAS - 1956 - 1976 | 4897    |
| 1979 | Flyplatte nr. 04 - Douglas DC-3/C-47 Dakota "Trym Viking" - SAS - 1945 - 1957      | 4898    |
| 1980 | Flyplatte nr. 05 - Friedrichshafen FF 49 - DDL - 1920 - 1922                       | 4899    |
| 1981 | Flyplatte nr. 06 - Seven Seas - DC-7C - "Torstein Viking" - SAS - 1956 - 1967      | 4900    |
| 1982 | Flyplatte nr. 07- Sikorsky S-55C - RDAF - 1957 - 1966                              | 4926    |
| 1983 | Flyplatte nr. 08 - Fokker F. XII - "Merkur" - DDL - 1933 - 1946.                   | 4927    |
| 1984 | Flyplatte nr. 09 - Caravelle - SE- 120 - "Finn Viking" - SAS - 1959 - 1974         | 11930   |
| 1985 | Flyplatte nr. 10 - Junkers Ju 52 /3M - "Hauken" DNL - 1935 - 1956                  | 11932   |
| 1986 | Flyplatte nr. 11 - Douglas DC-8-33 - "Dan Viking" - SAS - 1960 - 1971              | 11935   |
| 1987 | Flyplatte nr. 12 - Junkers F13 - "Tomten" - 1924 ABA 1937                          | 11941   |

Fra 1988 blev platterne udgivet under Royal Copenhagen navnet, da Royal Copenhagen opkøbte Bing & Grøndahl:
| År   | Platte                                                                        | B&G/RC nr. |
| ---- | ----------------------------------------------------------------------------- | ---------- |
| 1988 | Flyplatte nr. 13 - Focke-Wulf FW 200 Condor - "Jutlandia" - DDL - 1938 - 1988 |            |
| 1989 | Flyplatte nr. 14 - Scandia - Saab 90A-2 - Gardar Viking - SAS - 1950 - 1958   |            |
| 1990 | Flyplatte nr. 15 - Airbus - A 300 B4 - "Snorre Viking" - 1980-1987            |            |
| 1991 | Flyplatte nr. 16 - Boeing 747 - 200 B - "Huge Viking" - 1971-1987             | 2073718    |
| 1992 | Flyplatte nr. 17 - Boeing B-17G - RDAF - 1948 - 1955                          | 2090718    |

## Flyplatter - Jubilæum/Minde
Bing & Grøndahl har gennem årene udgivet et antal jubilæums-/mindeplatter med relation til flyvningens historie.
Det drejer sig om følgende platter:
| År   | Platte                                                                     | Diameter | Type | Farve | B&G nr. |
| ---- | -------------------------------------------------------------------------- | -------- | ---- | ----- | ------- |
| 1926 | København - Tokio - 1926                                                   | 18       | ???  | Blå   | ????    |
| 1976 | Western Airlines - Plate 1 - 1976 - Douglas M-2 Mail plane                 | 18       | 619  | Blå   | 4893    |
| 1978 | Commemorative - Orville & Wilbur Wright - Flyver 1 - 1903-1978             | 20       | 620  | Blå   | 8571    |
| 1981 | Commemorative - J.C. H. Ellehammer - 75 år - 1906 - 1981                   | 20       | 620  | Blå   | 4925    |
| 1983 | Commemorative - First solo flight around the world - Wiley Post - 50 years | 20       | 620  | Blå   | 11928   |
| 1985 | Commemorative - Douglas DC-3 / Dakota - 50 år - 1935 -1 985                | 20       | 620  | Blå   | 11934   |
| 1985 | Commemorative - Robert Svendsen - "Sundflyvningen" - 75 år - 1910-1985     | 20       | 620  | Blå   | 11933   |

## Flyplatter - Andre
Bing & Grøndahl har gennem årene udgivet andre platter, som vedr. flyvning, men som ikke direkte falder ind under ovenstående kategorier.
Det drejer sig om følgende platter:
| År | Platte                | B&G nr. | Type | Farve | Diameter |
| -- | --------------------- | ------- | ---- | ----- | -------- |
|    | Eskadrille 722 - S-61 | 8673    | 619  | Blå   | 18       |